# João Augusto Talone
João Augusto Sanguinetti da Costa Carvalho Talone GCMAIC (Lisboa, Lumiar, 28 de Maio de 1923 — Cascais, Cascais e Estoril, 24 de Junho de 2016), 5.º Visconde de Ribamar, foi um engenheiro e administrador de empresas português.

## Biografia
Filho de Augusto Frederico Potsch da Costa Carvalho Talone, 4.º Visconde de Ribamar, de ascendência Italiana e Alemã, e de sua mulher Adelaide Pires Sanguinetti, de ascendência Italiana.
Formado em Engenharia pelo Instituto Superior Técnico da Universidade Técnica de Lisboa, tendo concluído uma especialização em indústria cervejeira na Universidade de Lovaina, na Bélgica, a atividade como empresário de João Augusto Talone está intimamente ligada à história do setor cervejeiro em Portugal. Foi gestor da CUFP – Companhia União Fabril Portuense, hoje denominada Unicer, e conhecida pela marca de cerveja Super Bock. Nesta empresa desempenhou funções de funções de diretor técnico, administrador e presidente do Conselho de Administração. Quando deixou este cargo ficou como presidente honorário da Unicer até à sua morte. Também esteve ligado à angolana Cuca, de Manuel Vinhas. Depois das cervejas João Augusto Talone passou pela banca, como administrador executivo do Banco Português do Atlântico, entre 1972 e 1975, quando este banco foi estatizado. Em 1976, e também na sequência das nacionalizações, João Talone participou na Comissão de Reestruturação do Setor Cervejeiro, mas acabou por se desligar da atividade cervejeira em Portugal, e passou a integrar a direção da empresa belga Stella Artois, até 1979, onde foi o responsável pelo seu desenvolvimento internacional. Na década de 1980 estaria envolvido com Artur Santos Silva na criação da Sociedade Portuguesa de Investimento, que deu origem ao Banco Português de Investimento. Foi administrador da SPI desde 1981, tendo transitado para o BPI logo no momento da sua criação, onde permaneceu até 2004. Foi agraciado pelo Presidente da República Jorge Sampaio ao mesmo tempo que seu filho a 17 de Janeiro de 2006 com a Grã-Cruz da Ordem Civil do Mérito Agrícola, Industrial e Comercial Classe Industrial. Era casado com Maria Teresa Arantes Pedroso Ramalho e pai de João Luís Ramalho da Costa Carvalho Talone.